# Елеонора Николова
Елеонора Николаева Николова е български политик, кмет на Русе (2002 – 2005), народен представител.

## Биография
Елеонора Николаева Николова е родена на 30 август 1950 г. в Русе. Завършва висше юридическо образование в Софийски университет. Била е председател на Районния съд в Русе. От 1992 до 1994 г. е окръжен прокурор на Русе. В периода 1994 – 2002 г. е адвокат към Адвокатската колегия. През 2002 г. печели частичните местни избори в Русе като кандидат от гражданска формация „Професионалисти за просперитет на Русе“. Година по-късно печели убедителна победа в първи тур на редовния местен вот. На парламентарните избори през 2005 г. е избрана за депутат от листата на ОДС. През 2007 г. напуска СДС и става независим депутат. В XL народно събрание участва в работата на Комисията по правни въпроси и на Комисията за борба с корупцията. Елеонора Николова е съосновател на сдружение „Европейски демократичен път“, в което качество участва през 2009 г. на избори като мажоритарен кандидат за народен представител от Пазарджик. До началото на 2011 г. е заместник-председател на Единната народна партия.

## Професионална кариера
- В продължение на 19 години е съдия и председател на Районния съд;
- От 1992 до 1994 г. става и окръжен прокурор;
- След това става адвокат по граждански, наказателни и търговски дела;
- През 2002 година става кмет на Община Русе, избрана на частичните местни избори на втори тур с 57,38% като кандидат от гражданска формация „Професионалисти за просперитет на Русе“. На редовните местни избори през 2003 г. печели убедително на първи тур със 72%;
- През 2005 г. е избрана за депутат от листата на СДС в XL народно събрание. През март 2007 г. напуска парламентарната група на СДС и основава гражданското сдружение Европейски демократичен път, заедно с Димитър Абаджиев и Мария Капон.
- От 17 февруари 2011 г. е назначена за заместник-директор на Центъра за превенция и противодействие на корупцията и организираната престъпност БОРКОР.
- От 24 април 2012 г. е назначена за временно изпълняващ функциите на Директор на Центъра за превенция и противодействие на корупцията и организираната престъпност БОРКОР.

## Обществена дейност
- През 1986 г. е избрана за общински съветник и председател на Постоянната комисия по законност, административно-правно обслужване и развитие на демокрацията.
- Председател на дамския Лайънс клуб в Русе.